# Sport Club Derendingen 2015-2016 (femminile)
Questa voce raccoglie le informazioni riguardanti lo Frauen Sport Club Derendingen nelle competizioni ufficiali della stagione 2015-2016.

## Rosa 2016-2017
Aggiornata a fine campionato.
| N. |                           | Ruolo | Calciatrice                |
| -- | ------------------------- | ----- | -------------------------- |
| 3  | Svizzera (bandiera)       | D     | Miriam Stampfli            |
| 5  | Svizzera (bandiera)       | D     | Andrea Vögeli (c)          |
| 6  | Svizzera (bandiera)       | D     | Alana Burkhart             |
| 7  | Spagna (bandiera)         | C     | Yennifer Álvarez           |
| 8  | Svizzera (bandiera)       | C     | Larissa Bauer              |
| 8  | Germania (bandiera)       | A     | Ilona Sieben               |
| 9  | Svizzera (bandiera)       | C     | Mariangela Gianforte       |
| 10 | Svizzera (bandiera)       | C     | Simone Zahno               |
| 11 | Svizzera (bandiera)       | C     | Lumnije Kadriu             |
| 12 | Svizzera (bandiera)       | C     | Anja Bachmann              |
| 13 | non conosciuta (bandiera) | C     | Juliana Das Chagas Queiroz |
| 14 | Svizzera (bandiera)       | A     | Seline Schneider           |
| 15 | Svizzera (bandiera)       | A     | Gina Bellabarba            |
| 16 | Svizzera (bandiera)       | C     | Corinna Saladin            |

| N. |                     | Ruolo | Calciatrice           |
| -- | ------------------- | ----- | --------------------- |
| 17 | Svizzera (bandiera) |       | Céline Melcher        |
| 17 | Svizzera (bandiera) | C     | Nadine Scheidegger    |
| 18 | Svizzera (bandiera) | C     | Laura Derungs         |
| 19 | Svizzera (bandiera) | C     | Michèle Kohler        |
| 20 | Svizzera (bandiera) | C     | Martina Grob          |
| 22 | Svizzera (bandiera) | P     | Martina Rytz          |
| 27 | Svizzera (bandiera) | C     | Martina Trutmann      |
| 28 | Svizzera (bandiera) | P     | Joelle Schläfli       |
| 33 | Svizzera (bandiera) | C     | Michèle Bucher        |
| 47 | Svizzera (bandiera) | D     | Jessica Hawker        |
| 66 | Svizzera (bandiera) | D     | Naomi Bünger          |
|    | Svizzera (bandiera) |       | Manuela Marra         |
|    | Svizzera (bandiera) |       | Ylenia Schneuwly      |
|    | Svizzera (bandiera) |       | Danielle Von Ballmoos |